# Sky Sport Golf
Sky Sport Golf è un canale televisivo italiano gestito da Sky Italia lanciato il 2 luglio 2018 e rilanciato il 12 gennaio del 2023.
Il canale è stato inaugurato nel 2 luglio 2018 col nome di Sky Sport Golf sulla piattaforma di Sky e ha una programmazione di eventi riguardanti il golf. La prima versione è stata chiusa per lasciare spazio a Sky Sport Collection, mentre il 12 gennaio 2023 Sky Sport Golf fu rilanciato a scapito di Sky Sport Action. Sky Sport Golf è sulla piattaforma Sky ancora oggi.

## Diritti televisivi
- DP World Tour
- Italian Pro Tour
- Senior PGA Championship
- Alps Tour
- PGA Championship
- The Masters Tournament
- Soudal Open

## Loghi

File:Sky_Sport_Golf_-_Logo_2018.svg2 luglio 2018 - 22 luglio 2019
File:Sky_Sport_Golf_Logo_2022.svgIn uso dal 12 gennaio 2023